# Томія
То́мія (яп. 富谷市, とみやし) — місто в Японії, в префектурі Міяґі. Станом на 1 жовтня 2008 площа міста становила 49,13 км². Станом на 1 січня 2009 населення міста становило 45 168 осіб.